# Theodor Wessel
Theodor Vilhelm Wessel (27. februar 1842 i Odense – 31. juli 1905) var en dansk handelsmand og industridrivende og den ene af grundlæggerne af Th. Wessel & Vett og Magasin du Nord. Den anden var Emil Vett. 
Hans far Herman Henrich Wessel var toldassistent, moren var Vilhelmine født Rasmussen. Theodor Wessel lærte handelen i en blandet købmandsforretning i Svendborg og kom 1864 til København, hvor han blev rejsende for handelshuset M.E. Grøn & Søn. I 1868 etablerede han, sammen med Emil Vett, en forretning i Århus, men forblev selv i København, hvor han modtog et tilbud om en meget vellønnet plads hos firmaet I.H. Ruben; han fik lov til på indkøbsrejser i England for dette firma også at måtte gøre indkøb til sin egen forretning. Dette forhold vedblev til 1870. Da oprettede han en forretning i Aalborg, rejste en tid til Manchester, oprettede så også en filial i Odense og etablerede samtidig med den en engrosforretning med hvidevarer i København, alt i kompagni med Emil Vett. Firmaet i København hed dog Th. Wessel & Co., indtil Vett i 1876 flyttede til København, da det blev forandret til Th. Wessel & Vett.
Allerede 1871 havde firmaet fået lokale på Kongens Nytorv i det daværende Hotel du Nord, men i 1889 købte det en ejendom ved siden af og i 1890 selve det gamle hotel, hvorpå begge ejendommene blev nedrevet og det nuværende Magasin du Nord opført. Her udviklede sig så den her i landet enestående, kæmpemæssige manufaktur-, konfektions- og udstyrsforretning, der stadig har gjort udvidelser; den skaffede sig over 50 filialer i provinserne og slog desuden ind på selv at fabrikere en meget væsentlig del af sine handelsgenstande. Ude på Nørrebro fik firmaet i 1876 et væveri, Vett, Wessel & Fiala, der i 1887 blev til Dampvæveriet og Møbelstoffabrikken i Landskronagade, og i 1897 stiftedes aktieselskabet "Magasin du Nords Møbelfabrik og Kunstsnedkeri". Ideen til denne altomfattende forretning fik Wessel ved et besøg på verdensudstillingen i Paris 1867, og i det hele havde hans mange rejser, der førte ham til både Egypten, Indien og Amerika, spillet en stor rolle i forretningens udvikling. 1899 gik den hidtil private forretning over til et aktieselskab med en kapital på næsten 8 millioner kr., og i dettes bestyrelse fik de tidligere ejere selvfølgelig sæde, men samtidig overdrog de direktionen til yngre kræfter. Wessel var for øvrigt desuden medlem af Nationalbankens repræsentantskab, af bestyrelserne for Dansk Husflidsselskab, fængselsselskabet Fængselshjælpen, Københavns Telefon-Aktieselskab samt en del andre aktieselskaber. 
15. november 1888 blev han Ridder af Dannebrog. 24. oktober 1868 ægtede han Elise Margrethe Sørenson (født 29. december 1849 i Vejle), datter af købmand Hans Jordt Sørenson og Charlotte Caroline født Martini, og døde 31. juli 1905.
Theodor Wessel er portrætteret af P.S. Krøyer på Fra Københavns Børs.